# 1453 w literaturze
Wydarzenia literackie w 1453 roku.

## Nowe dzieła
- Mikołaj z Kuzy – De theologicis complementis (O uzupełnieniach teologicznych), De visione dei (O widzeniu Boga)

## Urodzili się
- 6 lutego – Girolamo Benivieni, włoski poeta (zm. sierpień 1542)

## Zmarli
- 20 lipca – Enguerrand de Monstrelet, francuski kronikarz (ur. ok. 1400)